# جوانا ماريا رودريغيز
جوانا ماريا رودريغيز هي أستاذة في الدراسات العرقية والجنسية والنسائية، بالإضافة لدراسات الأداء في جامعة كاليفورنيا فرع باركلي. وقامت بكتابة علمية في النظرية المثلية، ونظرية النقد الجنسي البشري، ودراسات الأداء التي أظهرت التداخل بين العرق والجنس والغريزة الجنسية، ووضعتهم في بناء موضوعي.

## السيرة الذاتية
ولدت جوانا ماريا دو لا كاريداد رودريغيز واي هيرنانديز في مدينة بلاسيتاس بكوبا، وهاجرت رودرجيز مع عائلتها إلى الولايات المتحدة الأمريكية في عام 1963. ولديها شقيقان الأولى (دينورا دي جيسيس رودريغيز): وهي صانعة أفلام تجريبية، وفنانة بصرية، وتعمل بين مدينتي هافانا في كوبا وميامي في الولايات المتحدة الأمريكية. وأخوها رينيه رودريغيز: معروف كمثلي وثنائي الجنس، ونشرت ماريا عمل لها عن مصطلح أطلقت عليه (محو ثنائي الجنس).

## التعليم والعمل
وتوصف نفسها بأنها «حادثة أكاديمية» في عملها؛ كمرجع في تنشئة الصف. وقد تخرجت بدرجة البكالريوس من جامعة ولاية سان فرانسيسكو في الدراسات الليبرالية. وتضم درجات التخرج التي حصلت عليها رودريغيز درجة الماجستير في اللغة الإنجليزية، والأدب المقارن من جامعة كولومبيا، ودرجة الدكتوراه في الدراسات العرقية من جامعة كاليفورنيا فرع باركلي. حيث درست مع نورما آلاركون، وجوديث باتلر، وفيفي ايه كلارك، وجيرارد فيزنزر.
وقبل الالتحاق بجامعة باركلي، كانت رودرجيز أستاذ مساعد في اللغة الإنجليزية في جامعة برين ماور، وكانت أستاذ مشارك في الدراسات الجنسية والنسائية في جامعة كاليفورنيا فرع دافيس، حيث عملت كمدير لمجموعة الخريجين للدراسات الثقافية.
وفي باركلي انضمت لمركز العرق والجنس البشري، ومركز الإعلام الجديد، ومركز لدراسة الثقافة الجنسية، ومعهد هاس من أجل مجتمع عادل ونزيه، وكانت عضو مؤسس في (LGBTQ) لتجمع المواطن.
وفي عام 2014 رشحت لمنصب رئيس اللجنة الأستشارية LGBT للطلاب والعاملين والأستاذة في جامعة كاليفورنيا بواسطة (جانيت نابوليتانو).

## المشاركات الأكاديمية
لقد ألفت رودريغيز كتابين هما: الأول هو المثلية اللاتينية، ممارسات الهوية والمسافات المنطقية (طبع بواسطة دار نشر جامعة ولاية نيويورك، عام 2003) والثاني هو السمات الجنسية والإيماءات المثلية والأهواء اللاتينية (طبع بواسطة دار نشر جامعة ولاية نيويورك، عام 2014)، ونشرت رودريغيز أيضًا مقالات في جريدة «جي إل كيو»: للدراسات المثلية والسحاقية، وفي جريدة «المرأة والأداء»: وهي جريدة تهتم بالدراسات النسائية، وفي جريدة «النقد التاريخي الراديكالي»، وفي جريدة «بيه إم إل ايه»، وجريدة «جمعية الدراسات المتعلقة بالتعدد الجنسي في الولايات المتحدة»، وفي جريدة «المهنة وجرائد آخرى». عمل رودريجز يعتبر جزء من الحركة المثلية، ويعتبر تداخل في النظرية المثلية التي توافق على أن الغريزة الجنسية لا يمكن فهمها أو تحليلها خارجيا بالطرق المتعرف عليها سواء بالجنس أو الأبعاد الآخرى من الاختلاف.

### المثلية اللاتينية، ممارسات الهوية والمسافات المنطقية
كتاب رودريغز الأول عن المثلية اللاتينية، ممارسات الهوية والمسافات المنطقية (طبع بواسطة دار نشر جامعة ولاية نيويورك، عام 2003) قدم فكرة المثلية اللاتينية على أنها طريقة لحل الطرق التي عقدها التاريخ والجغرافيا، والاحتلال، والغريزة الجنسية، والقومية، واللغة والدين، والحالة القانونية وحالة الهجرة، والطبقة الاجتماعية واللون، والسياسة كل ذلك عمل على تعقيد الهوية اللاتينية. في هذا الكتاب قدمت رودريغز ثلاث حالات دراسة تتضمن فهم مختلف للغريزة الجنسية والهوية الجنسية، نشطت خلال المثلية اللاتينية وكالة «برويكتو كونترا سيدا بور فيدو» للحماية من مرض نقص المناعة المكتسبة (الإيدز)، وفي حالة مارسيلو تينوريو المثليّ البرازيلي الذي حصل على حق اللجوء السياسي إلى الولايات المتحدة الأمريكية؛ بسبب الاضطهاد الجنسي الذي تعرض له، بالإضافة للحماية الإلكترونية بالكشف على غرف المحادثة التي تتم فيها الدردشة عبر الأنترنت وكان تطبيق مبكر للتواصل الرقمي.
1. ↑  ملف استنادي دولي افتراضي (باللغات المتعددة), دبلن: مركز المكتبة الرقمية على الإنترنت, OCLC:609410106, QID:Q54919
2. 1 2  Queer Latinidad: Identity Practices, Discursive Spaces. New York: NYU Press, 2003, p. 126
3. ↑  Rodríguez, Juana María. "Queer Politics, Bisexual Erasure: Sexuality at the Nexus of Race, Gender, and Statistics." Lambda Nordica 1-2 (2016): 169–182.
4. ↑  CRG Editor (Fall 2009). "FACULTY SPOTLIGHT: Associate Professor Juana María Rodríguez, Gender & Women's Studies". Faultlines. Center for Race and Gender. Retrieved July 17, 2016.
5. ↑  Baker, Miyuki (November 30, 2015). "Beyond the Ivory Tower: Interviews with Academics #1 with Juana María Rodríguez". Word Press. Retrieved December 4, 2016
6. ↑  "LGBT advisory group advances recommendations to make campuses more inclusive". University of California. September 29, 2014. Retrieved December 6, 2016